# Pré-en-Pail-Saint-Samson
Pré-en-Pail-Saint-Samson község Franciaország Loire mente régiójában, Mayenne megyében. Új községként 2016. január 1-jén jött létre Pré-en-Pail és Saint-Samson korábbi községek egyesítésével. Az egyesüléskor az új község lélekszáma 2511 fő lett. Lakosainak száma 2300 fő (2022. január 1.).

## Népesség
| Lakosok száma | 2331 | 2311 | 2291 | 2295 | 2295 | 2300 |
|               | 2017 | 2018 | 2019 | 2020 | 2021 | 2022 |